# Église Saint-Antoine-de-Padoue de Prague
 (juillet 2024).
Pour les articles homonymes, voir Église Saint-Antoine-de-Padoue.
L'Église Saint-Antoine de Padoue à Holešovice est une église catholique romaine de Prague, construite de 1908 à 1911 en style néogothique selon le projet de l'architecte František Mikš (cs). Elle est située sur la place Strossmayer dans le quartier de Prague 7 - Holešovice. Depuis 2015, elle est protégée comme monument culturel.

## Histoire

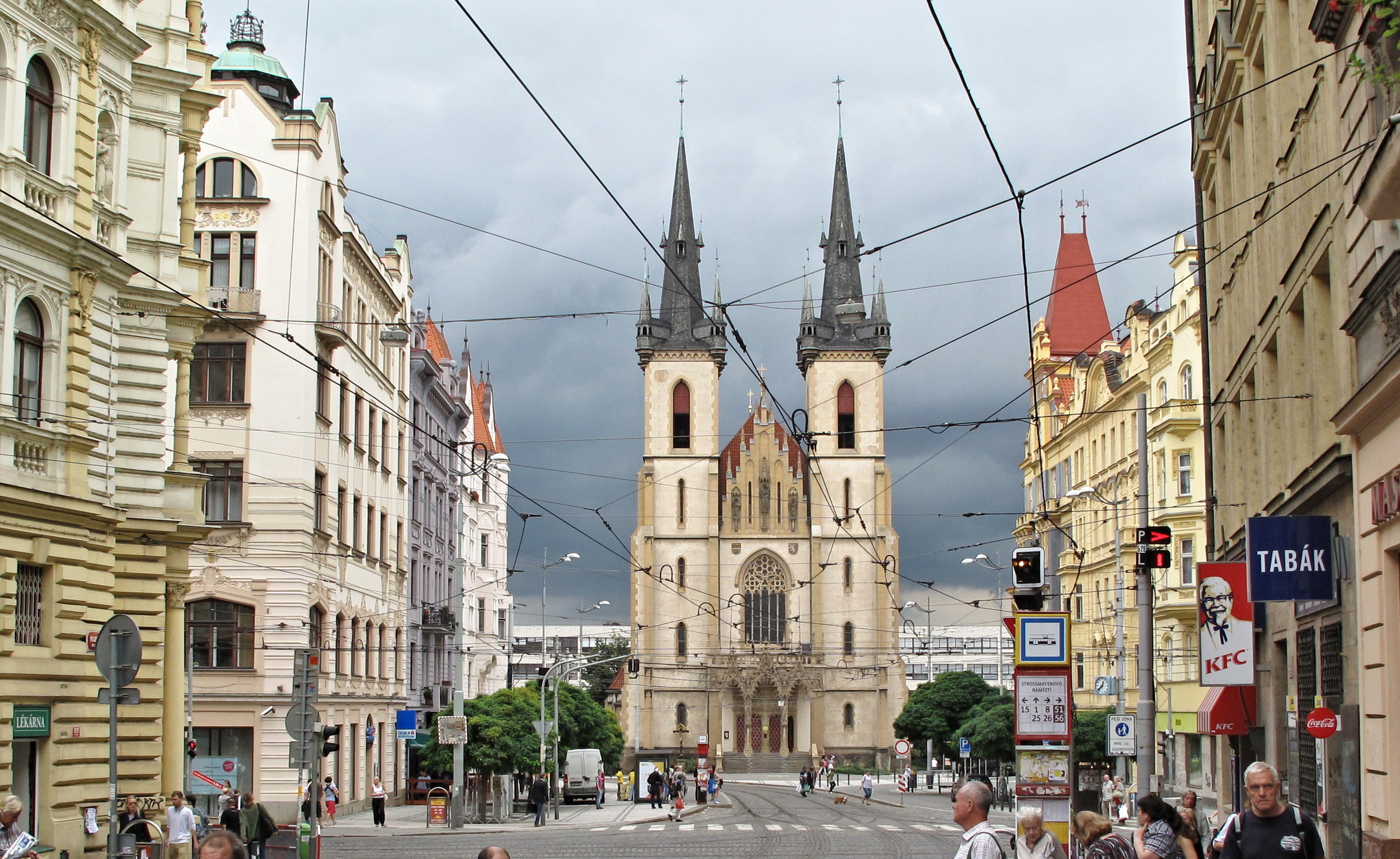
Emplacement de l'église sur la place Strossmayer.

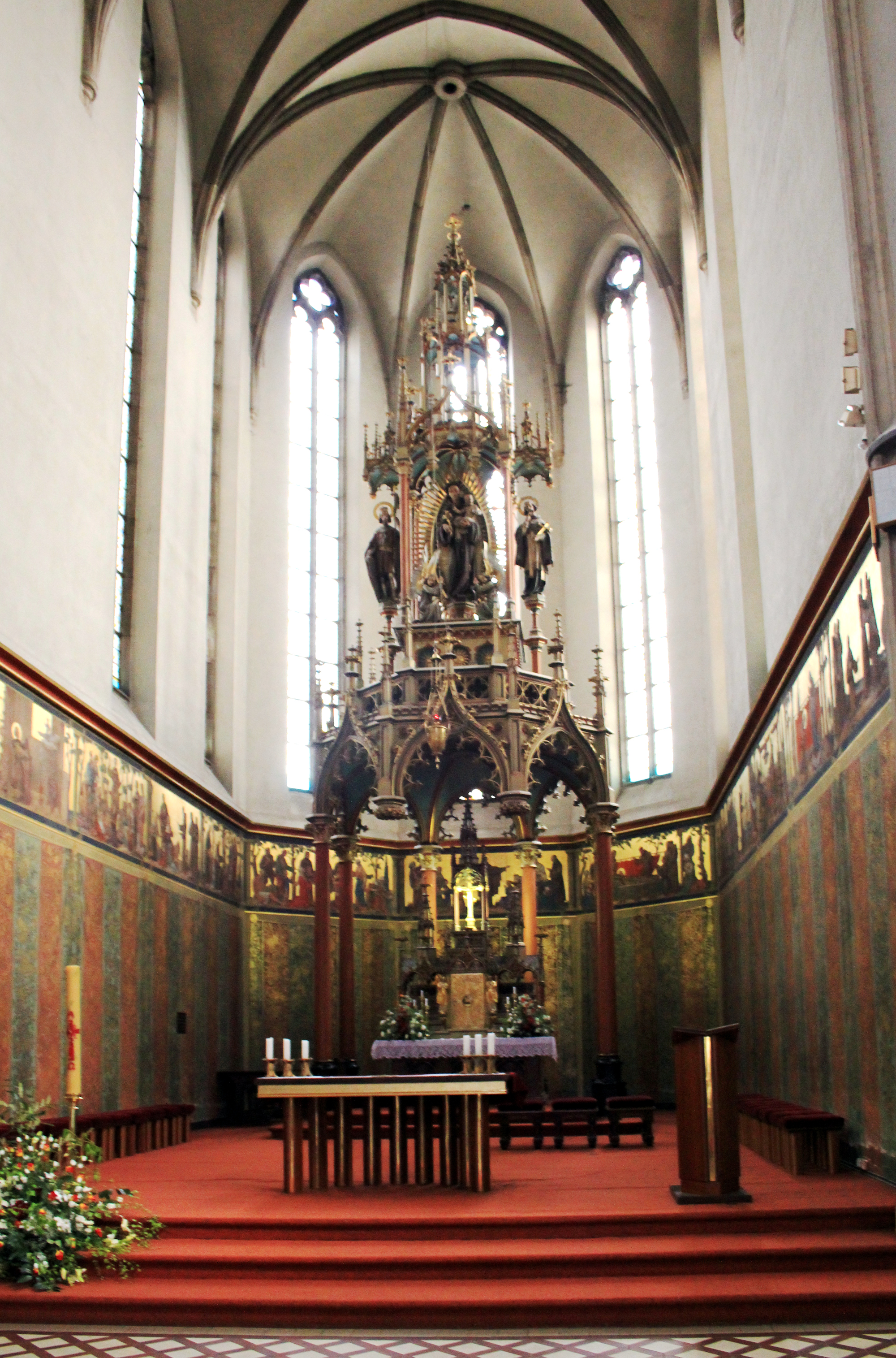
Autel principal.

Sur le territoire des actuels Bubň et Holešovice, des services religieux ont eu lieu depuis le XIIIe siècle dans l'église de St Clément. A la fin du XIXe siècle, cependant, sa capacité n'était plus suffisante, Holešovice-Bubny, fusionné et déjà incorporé à Prague, comptait déjà 10 000 habitants. C'est pourquoi en 1886 l'Association pour la construction du temple du Seigneur à Holešovice a promu la construction d'une nouvelle église.
La première pierre a été posée le 25 octobre 1908, la construction a eu lieu de 1908 à 1911, mais l'église n'a été consacrée qu'en 1914 par l'archevêque de Prague, le cardinal Lev Skrbenský de Hříště.

## Bâtiment
L'église à trois nefs possède sur sa façade deux tours construites selon le modèle de l'église Notre-Dame du Týn située sur la place de la Vieille-Ville. A l'intérieur se trouve une voûte croisée soutenue par deux rangées de colonnes en grès. La longueur de l'église est de 51 m, la hauteur de la nef de 21 m, les tours font 58 m de haut.

## Cloches
Le 26 octobre 1916, les cloches de l'église sont brisées et fondues pour la guerre, seul le plus petit glas de quarante kilogrammes a été conservé. Peu après la fin de la Première Guerre mondiale cependant, les nouvelles cloches sont fournies. Le 17 juin 1926, elles furent consacrées par l'évêque Antonín Podlaha. Pendant la Seconde Guerre mondiale, les cloches ont été remises, réquisitionnées et emmenées en Allemagne.

## Crèche slave
L'unique crèche tchèque a trouvé refuge dans cette église. Cette œuvre de Václav Cvekl (figures) et Karel Stapfer (arrière-plan) a commencé vers 1904 et a ensuite été agrandie, équipée d'un grand tableau de Domažlice et de plusieurs bâtiments typiques de Chod. Le sculpteur Václav Cvekl a habillé toutes les figurines en costumes Chod. Des figures d'autres peuples slaves ont été ajoutées plus tard dans des costumes nationaux, et la crèche fut appelée slave parce que son idée centrale était l'unification slave. Il y avait un intérêt pour la crèche à l'étranger, aux États-Unis, en Espagne et au Japon. L'oeuvre a été sauvée par le premier prêtre local de l'église de St. Antonína, P. Silvestre Hrnčíř, qui l'a acquise en 1923.